# Butastur liventer
Butastur liventer е вид птица от семейство Ястребови (Accipitridae).

## Разпространение
Видът е разпространен във Виетнам, Индонезия, Камбоджа, Китай, Лаос, Мианмар и Тайланд.